# Bolko II ziębicki
Bolko (Bolesław) II (ur. zapewne 1300, zm. 11 czerwca 1341, Ziębice) – książę świdnicko-ziębicki w latach 1312–1322, książę ziębicki od 1322, dziedziczny lennik czeski od 1336.
Pochodził z rodu Piastów. Był czwartym pod względem starszeństwa (najmłodszym) synem księcia jaworskiego Bolka I Surowego i Beatrycze brandenburskiej.
W chwili śmierci ojca w 1301 r. był zaledwie rocznym dzieckiem, w związku z czym znalazł się najpierw pod opieką matki i wuja – margrabiego brandenburskiego Hermana, potem zaś pod opieką starszego brata Bernarda. Z obawy przed zbytnim rozdrobnieniem władztwa, Bolko był początkowo kierowany do kariery duchownej. Świadczyć o tym może fakt posiadania przez Bolka kanonikatu z odpowiednią prebendą w kapitule wrocławskiej. Z planów tych na skutek oporu Bolka II jednak nic nie wyszło i w 1322 r. Bernard zdecydował się wydzielić młodszemu bratu dzielnicę ze stolicą w Ziębicach.
W 1322 r. Bolko wraz ze starszym bratem Bernardem wziął udział w wyprawie krzyżowej w interesie Krzyżaków skierowanej przeciwko Litwie.
Na progu swojego panowania książę ziębicki popadł w zatarg z Kościołem. Powodem były ciągłe kłopoty finansowe księcia, uchylanie się od opłaty świętopietrza, oraz najazdy rabunkowe na dobra cysterskie w Henrykowie i Kamieńcu Ząbkowickim. Szala goryczy przepełniła się w 1329 r., kiedy ludzie księcia napadli i ograbili legata papieskiego Piotra z Alwerni. W związku z tym, że próby interwencji papieża u króla polskiego, czeskiego i książąt śląskich nie dały rezultatu, Bolko II został ostatecznie obłożony klątwą kościelną przez biskupa wrocławskiego Nankera. Kara kościelna zdjęta została dopiero po zapłaceniu klasztorom i legatowi odpowiednio wysokiego odszkodowania.
W 1335 r. władztwo Bolka II zostało zaatakowane przez margrabiego morawskiego Karola Luksemburczyka. Stało się tak dlatego, że książę ziębicki sukcesywnie odmawiał złożenia hołdu lennego ze swojego księstwa, którego znaczenie wzrosło właśnie w 1335 r., gdyż tędy prowadziła najkrótsza droga z Pragi do najważniejszego na Śląsku miasta Wrocławia przejętego w tym czasie przez Czechów. Karol Luksemburski zignorował zdeterminowanie ziębickiego Piasta i wysłał przeciwko niemu zbyt małe siły, które udało się Bolkowi pokonać, biorąc przy okazji do niewoli 150 znacznych rycerzy. Bolko nie zdołał jednak powstrzymać władcy czeskiego przed zniszczeniem księstwa dokonanym przez jego wojska. Nie potrafił też wykorzystać faktu wzięcia do niewoli czeskich rycerzy, których zwolnił za bardzo nieduży okup. Ten brak konsekwencji w działaniu księcia ziębickiego mógł spowodować uznanie go przez kronikarza Janka z Czarnkowa za „pomieszanego na umyśle”.
Wojna w 1335 roku ostatecznie zakończyła się pełnym zwycięstwem Piastowicza. Niespodziewanie jednak w czerwcu 1336 r. Bolko II dobrowolnie uznał się lennikiem władcy czeskiego. Przyczyny tego stanu rzeczy upatruje się w fakcie rezygnacji z księstw śląskich przez króla Polski Kazimierza Wielkiego, co spowodowało, że książę ziębicki stracił nadzieję na skuteczne opieranie się potędze czeskiej. Inną ważną przyczyną było przekazanie Bolkowi II w dożywotnie władanie ziemi kłodzkiej. W akcie lennym potwierdzonym przez poddanych, Bolko II zobowiązał się, że po wymarciu jego potomków księstwo ziębickie przejdzie pod bezpośrednie panowanie króla Czech.
Bolko II borykał się z ciągłymi kłopotami finansowymi z powodu swojej rozrzutności. W 1337 r. został zmuszony do zastawienia Karolowi Luksemburskiemu Ząbkowic Śląskich, a wkrótce potem za sumę 2300 grzywien Strzelina i Kątów. Ostatecznie wolna od zastawów pozostała tylko stolica księstwa – Ziębice. Pomimo rozrzutności, Bolko II dbał o rozwój gospodarczy swoich włości, dzięki czemu cieszył się dość dużą popularnością wśród mieszczaństwa.
Bolko II był od 1322 roku żonaty z nieznaną z pochodzenia Gutą (zmarłą w 1342 r.). Z małżeństwa tego pochodzili syn, późniejszy książę ziębicki Mikołaj i Małgorzata klaryska w Strzelinie.
Książę ziębicki zmarł w stolicy swojego księstwa 11 czerwca 1341 i został pochowany w klasztorze w Henrykowie, gdzie zachował się jego nagrobek.

## Literatura dodatkowa
- Karol Piotrowicz: Bolesław (Bolko). W: Polski Słownik Biograficzny. T. 2: Beyzym Jan – Brownsford Marja. Kraków: Polska Akademia Umiejętności – Skład Główny w Księgarniach Gebethnera i Wolffa, 1936, s. 271. Reprint: Zakład Narodowy im. Ossolińskich, Kraków 1989, ISBN 83-04-03291-0.